# Yasuei Yakushiji
Yasuei Yakushiji (薬師寺 保栄, Yakushiji Yasuei) est un boxeur japonais né le 22 juillet 1968 à Tsukumi.

## Carrière
Passé professionnel en 1987, il devient champion du Japon des poids coqs en 1991 puis champion du monde WBC de la catégorie le 23 décembre 1993 après sa victoire aux points contre Byun Jung-il. Il conserve son titre face à Josefino Suarez, Jung-il une seconde fois, Joichiro Tatsuyoshi et Cuauhtemoc Gomez puis perd contre l'irlandais Wayne McCullough le 30 juillet 1995. Il met un terme à sa carrière après ce combat sur un bilan de 24 victoires, 3 défaites et 1 match nul.